# Vadú
 (décembre 2023).
Si vous disposez d'ouvrages ou d'articles de référence ou si vous connaissez des sites web de qualité traitant du thème abordé ici, merci de compléter l'article en donnant les références utiles à sa vérifiabilité et en les liant à la section « Notes et références ».
Vadú, né le 31 janvier 1977 et mort le 12 janvier 2010, de son vrai nom Osvaldo Furtado, est un artiste cap-verdien originaire de l’île de Santiago.

## Discographie
- 2001 : AYAN (« oui ») – compilation
- 2005 : NHA RAIS (Mes Racines)